# وادي الصراح (السبرة)

تعديل مصدري - تعديل

وادي الصراح هي إحدى قرى عزلة الأخلود بمديرية السبرة التابعة لمحافظة إب، بلغ تعداد سكانها 412 نسمة حسب تعداد اليمن لعام 2004.